# Mittelberg (Günzach)
Mittelberg ist ein Ortsteil der Gemeinde Günzach im schwäbischen Landkreis Ostallgäu.

## Geografie
Das Dorf Mittelberg liegt circa einen Kilometer östlich von Günzach im Alpenvorland. 

## Geschichte
Mittelberg wird erstmals 1394 im Salbuch des Klosters Kempten erwähnt. Mittelberg war bis 1808 Sitz einer eigenen Hauptmannschaft. 
Im Jahr 1809 werden 10 Wohnhäuser gezählt. 
An der Stelle der heutigen Schlosskapelle, soll früher eine Ritterburg gestanden haben.

## Sehenswürdigkeiten
In Mittelberg befindet sich die katholische Kapelle St. Joseph.
Siehe auch: Liste der Baudenkmäler in Mittelberg